# Daruttaqwa
Daruttaqwa (09) – brunejski okręt patrolowy z początku XXI wieku, jedna z czterech zamówionych w Niemczech jednostek typu Darussalam. Okręt został zwodowany 24 sierpnia 2013 roku w niemieckiej stoczni Lürssen w Vegesack, a do służby w Królewskiej Marynarce Wojennej Brunei wszedł 9 maja 2014 roku. Jednostka, oznaczona numerem taktycznym 09 nadal znajduje się w składzie floty i ma status operacyjny (stan na 2020 rok).

## Projekt i budowa
Okręty patrolowe typu Darussalam zostały zamówione przez rząd Brunei w stoczni Lürssen w Vegesack (projekt o nazwie OPV 80) . Patrolowce zamówiono zamiast trzech korwet typu Nakhoda Ragam, które nie zostały odebrane przez Brunei . Przeznaczeniem jednostek są operacje patrolowania i nadzoru morskiego, ochrona infrastruktury brzegowej, operacje abordażowe, wsparcie sił specjalnych i kontrola płytkich wód przybrzeżnych . Okręty są przystosowane do zaopatrywania w morzu i wyposażone w lądowisko dla śmigłowców .
„Daruttaqwa” został zwodowany 24 sierpnia 2013 roku .

## Dane taktyczno-techniczne
„Daruttaqwa” jest okrętem patrolowym o długości całkowitej 80 metrów (75 metrów między pionami), szerokości 13 metrów i zanurzeniu 3–3,3 metra . Wyporność standardowa wynosi 1486 ton, a pełna 1625 ton . Okręt napędzany jest przez dwa silniki wysokoprężne MTU 12V 1163 TB93 o łącznej mocy 8,5 MW (11 400 KM), poruszające poprzez wały napędowe dwoma śrubami o zmiennym skoku . Maksymalna prędkość jednostki wynosi 22 węzły . Zasięg wynosi 7500 Mm przy prędkości 12 węzłów .
Uzbrojenie artyleryjskie jednostki składa się z dziobowego działka rewolwerowego Rheinmetall MLG 27 kalibru 27 mm L/63 oraz dwóch pojedynczych armat automatycznych GAM-B01 kalibru 20 mm L/90 . Uzbrojenie rakietowe stanowią dwie podwójne wyrzutnie przeciwokrętowych pocisków rakietowych Exocet MM40 Block 3 .
Wyposażenie radioelektroniczne obejmuje dwa radary nawigacyjne Furuno, radar dozoru powietrznego i nawodnego Terma Scanter 4100, radar kierowania ogniem Thales Sting EO Mk 2, system walki elektronicznej EDO ES-3601 i głowicę elektrooptyczną Zeiss MEOS II . Na okręcie zamontowano też dwie wyrzutnie celów pozornych Terma SKWS DL-6O . Jednostka wyposażona jest także w dwie łodzie hybrydowe – dziesięciometrową (umieszczoną na rampie rufowej) i czterometrową, obsługiwaną przez żurawik; na rufie znajduje się też lądowisko dla śmigłowca, z możliwością uzupełnienia paliwa przez statek powietrzny .
Załoga okrętu składa się z 54 oficerów, podoficerów i marynarzy.

## Służba
„Daruttaqwa” został przyjęty do służby w Królewskiej Marynarce Wojennej Brunei 9 maja 2014 roku . Jednostka otrzymała numer burtowy 09 . Jednostka nadal znajduje się w składzie floty i ma status operacyjny (stan na 2020 rok) .